# Leo Lobos

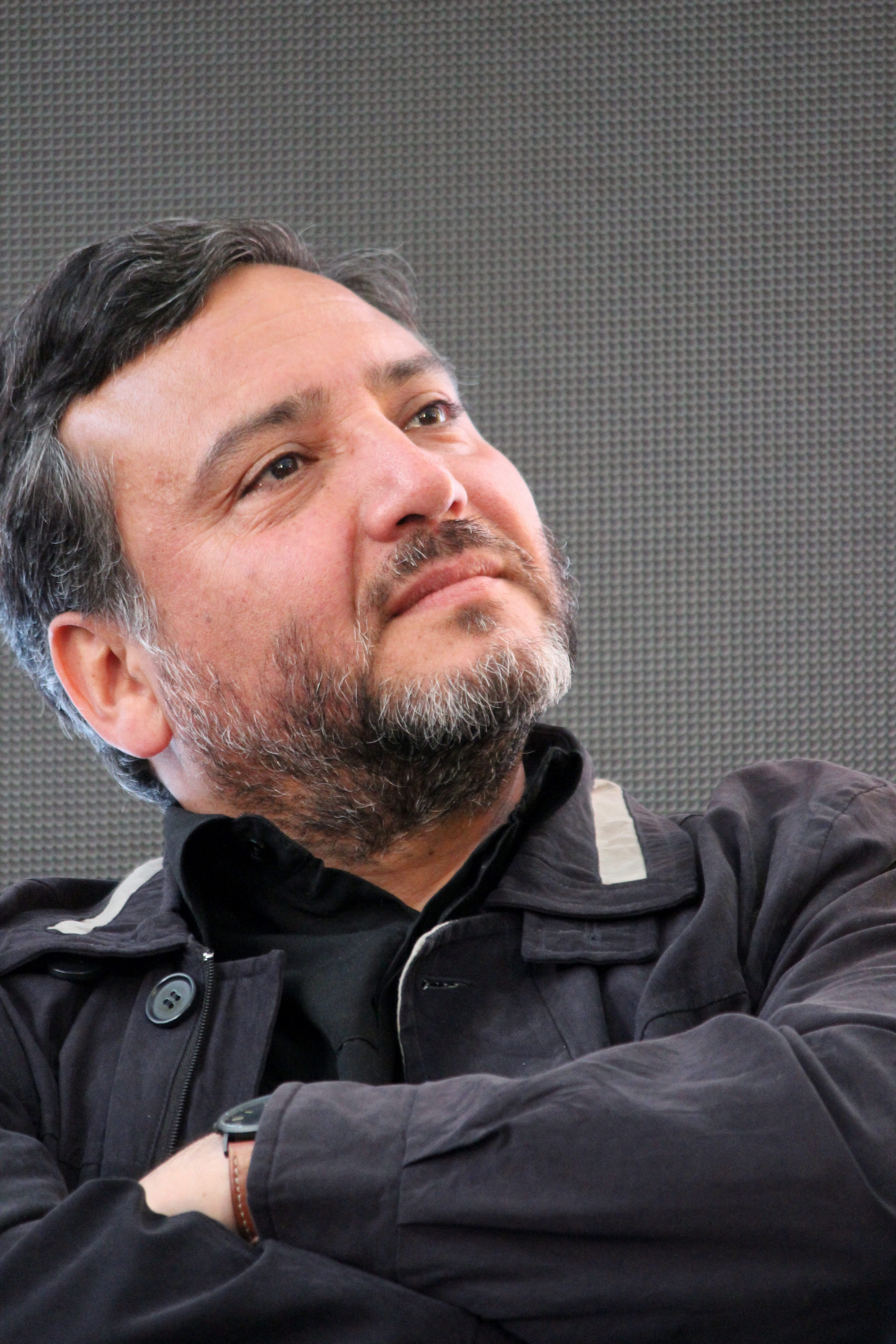
Lobos en el FAS 2018

Leo Lobos (Santiago, 29 de mayo de 1966) es un poeta, ensayista, traductor, artista visual y gestor cultural chileno que ha sido reconocido y galardonado por organismos y universidades internacionales como lo son la UNESCO y la Universidad San Marcos, respectivamente.

## Biografía
Leonardo Lobos Lagos hizo la enseñanza escolar en el Liceo Darío Salas de Santiago; después estudió varias carreras en distintas universidades (La Serena, Diego Portales, Tecnológica Metropolitana).
Como artista visual ha participado en numerosas exposiciones en Alemania, Brasil, Chile, España Estados Unidos, Francia y México; como poeta, ha publicado una quincena de libros y ha sido traducido a diversos idiomas (árabe, búlgaro, chino, francés, holandés, inglés, italiano, japonés, portugués, rumano). Él mismo es traductor del portugués y ha realizado ha realizado versiones en castellano de autores como Tanussi Cardoso, Hilda Hilst, Paulo Leminski, Fernando Pessoa, Roberto Piva, Claudio Willer (pt).
Lobos ha obtenido reconocimientos en ambos campos: en arte ha recibido varias becas y como poeta ganó UNESCO-Aschberg de Literatura (2002), fue homenajeado en la Universidad San Marcos de Lima en el marco del festival Primavera Poética de Lima 2018 por su aporte a la literatura latinoamericana y ha recibido otras distinciones entre las que destaca el Premio Mayor Yolanda Hurtado por sus méritos y contribuciones culturales en la ciudad de Santiago.
Trabaja como coordinador y gestor en el espacio cultural Taller Siglo XX Yolanda Hurtado de la Fundación Hoppmann-Hurtado, en el barrio Bellavista.

## Libros publicados
- Cartas de más abajo, Facultad de Artes de la Universidad de Chile y Arrayán editores, 1992
- + Poesía, Súper yo editores, 1995
- Perdidos en La Habana y otros poemas, 1996
- Ángeles eléctricos y otros poemas, L.S. Editorial, 1997
- Camino a Copa de Oro, Pazific Zunami, 1998
- Turbosílabas. Poesía reunida 1986-2003, Ediciones Gato de Papel, ISBN 978-956-291-838-1 (2ª edición: Editorial Piélago, 2016)
- Un sin nombre, 2005
- Vía Regia, 2007
- No permitas que el paisaje esté triste, 2007
- Nieve, Mago Editores, 2013
- Corazón, Mago Editores, 2018
- Fernando Pessoa. El escritor múltiple de Lisboa, traducción, notas y prólogo de Leo Lobos; Mago Editores, 2019
- Picnic en el Central Park, colección Pippa Passes, editorial Buenos Aires Poetry, 2019

## Premios y reconocimientos
- Beca UNESCO-Aschberg (2002)
- Beca artística del Fondo Nacional de la Cultura (2003)
- Beca de creación para escritores profesionales del Consejo Nacional de la Cultura y las Artes de Chile (2008)
- Premio a la Literatura Latinoamérica en la Universidad de San Marcos (2018)
- Premio cultural Yolanda Hurtado 2018